# 카멜레온자리 110913-773444
Cha 110913-773444는 원시행성계원반에 둘러싸인 것으로 추측되는 천체이다. 이 천체를 준갈색왜성과 떠돌이 행성 중 어떤 명칭으로 불러야 하는지에 대해 논란이 있다. 이 천체는 조금 더 일찍 발견되었던 OTS 44보다도 질량이 작다.
Cha 110913-773444은 펜실베이니아 주립 대학교 케빈 루먼이 발견했다. 관측기기는 칠레 소재의 스피처 우주 망원경이다.

## 같이 보기
- SCR 1845-6357
- OTS 44